# Pedostibes hosii
Pedostibes hosii és una espècie d'amfibi que viu a Brunei, Indonèsia, Malàisia i Tailàndia.
Està amenaçada d'extinció per la pèrdua del seu hàbitat natural.